# 莫纳斯特里奥德韦加
莫纳斯特里奥德韦加，是西班牙卡斯蒂利亚-莱昂巴利亚多利德省的一个市镇。总面积30平方公里，总人口103人（2001年），人口密度3人/平方公里。